# Juramento de Supremacia
O Juramento de Supremacia (em inglês: Oath of Supremacy), imposto pelo Ato de Supremacia de 1559, estabelecia que qualquer pessoa que assumisse cargo público ou eclesiástico na Inglaterra, jurasse lealdade ao monarca como Chefe Supremo da Igreja da Inglaterra. Não fazê-lo seria considerado traição. O juramento foi posteriormente estendido para incluir membros do Parlamento e alunos de universidades. 
Texto do Juramento, como publicado em 1559:
"Eu, (nome), testemunho integralmente e declaro em minha consciência que Sua Alteza Real é a única governadora suprema deste reino e de todos os outros domínios e terras de Sua Alteza, assim como em todas as coisas e assuntos espirituais e eclesiásticas ou temporais, e que nenhum estrangeiro, seja príncipe, pessoa, prelado, estado, ou potentado tenha ou possa ter qualquer jurisdição, poder, superioridade, preeminência, ou autoridade, seja eclesiástica ou espiritual, dentro deste reino; e assim eu inteiramente renuncío e descarto quaisquer jurisdições, poderes, superioridades, e autoridades estrangeiras, e prometo doravante manter fidelidade e lealdade verdadeiras a Sua Alteza Real, a seus herdeiros e legais sucessores e, no que me for possível, sustentar e defender todas as jurisdições, preeminências, privilégios e autoridades garantidas ou pertencentes, a Sua Alteza Real, seus herdeiros ou sucessores, ou ainda unidos ou anexados à coroa imperial deste reino. Assim valha-me Deus, e pelo conteúdo deste livro."
Os Católicos Romanos que se recusaram a prestar Juramento de Supremacia, por exemplo, Santo Thomas More, foram indiciados por traição, sob a acusação de praemunire, ou seja, desprezarem o Soberano. Essas pessoas eram geralmente executadas. 
O juramento foi originalmente imposto por Henrique VIII através do Ato de Supremacia de 1534. Esta lei foi posteriormente revogada por Maria I e reintegrada por Isabel I. 
Parte do texto do Juramento viria a inspirar o Juramento de Cidadania dos Estados Unidos da América.